# مسجد جامع قدیمی بستک
مسجد جامع قدیمی بستک این مسجد، اولین مسجد جامعی است که در بستک بنا شده‌است، ویکی از اماکن تاریخی و از نقاط دیدنی استان هرمزگان در جنوب غرب ایران است.
«مسجد جامع قدیم شهر بستک» یکی از زیباترین مساجد استان است، در گذشته شامل دوباب مسجد بوده‌است که امروزه تنها یک مسجد باقی مانده‌است، این خرابی‌ها بیشتر بر أثر زلزله ایجاد شده‌است.

## أولین مسجد در بستک
«مسجد جامع قدیم شهر بستک» اولین مسجدی است که در شهر بستک ساخته شده‌است، و گویند اولین بنیان این مسجد توسط فرمانروای باقدرت جهانگیریه و بستک شیخ محمد بستکی بوده‌است، ولی بعد از شیخ محمد خان نیز چند بار دیگر از جانب فرمانروایانی که بعد از شیخ محمد بستکی به حکومتی رسیده‌اند بازسازی وتعمیر شده‌است. أما روایت دیگری نیز وجود دارد که می‌گوید: بنای این مسجد بیش از سه قرن پیش توسط بانویی مؤمنه به نام «بی بی» ساخته شده‌است وبیش از چند مرحله مرمت وبازسازی شده‌است.

## شرایط آب وهوا در ساخت مساجد
مساجد با توجه به شرایط آب وهوایی محل که معمولاً گرم و خشک است ساخته می‌شدند و به همین دلیل از جهاتی با مساجد بسیاری از نقاط کشور تفاوت‌هایی دارند، وجود تزئیناتی در نمای بیرونی آن‌ها یا داشتن شبستانهای زیر زمینی که استخر آب و دوش‌های حمام تعبیه شده بود از این جمله تفاوت‌ها می‌باشد.

## بادگیر مسجد
بادگیری که بر فراز بام مسجد برای محراب بنا شده از دیگر ویژگی‌های این مسجد است. بادگیر علاوه بر اینکه موجب جابه جایی هوا و خنک شدن محراب می‌شود در مطبوع وخنک ساختن فضای شبستان نیز مؤثر است. ایوان مسجد تا حدودی همان حالت أولیه خود را حفظ کرده و کمتر دست‌خوش تغییر وتحول قرار گرفته أما باز همچنان آثار حوادث و أثرات طبیعی در طاق‌های آن پیداست. این مسجد در محلهٔ بازار و در وسط شهر بستک واقع شده‌است. از نظر زیبایی یکی از کاملترین مساجد شهرستان بستک به‌شمار می‌رفته‌است در آن دوران. محراب و منبر زیبای آن، و مناره جذاب آن، و درون مسجد دارای تزیینات گچبری ارزنده‌ای است و قدمت آن به دوره زندیه می‌رسد. در حال حاضر این مسجد تاریخی متروک و به شکل مخروبه دیده می‌شود.

## مصالح ساختمان
این بنای تاریخی سازه‌ای سنگی با مصالح گچ و اندودهای ساروجی است که بنیان اصلی مسجد را تشکیل داده‌اند.
تاریخ بنای این أثر معماری به اوائل دوران زندیه بر می‌گردد.
شیخ محمد بستکی پس از سپری نمودن ۲۰ سال در قلعه دیده‌بان به فرمان مطاع «الوکیل الرعیة» کریم خان زند از قلعه دیده‌بان به شهر بستک بر می‌گردد. پس از بازگشت به تعمیر و عمران قلاع بستک ودهات آن که در جریان لشکر کشی‌های زکی خان و نصیرخان لاری در موقع محاصره قلعه دیده‌بان خراب شده بود می‌پردازد مساجد و آب انبارها (برکهها) وچاه‌های آبیاری کشاورزی را احداث می‌نماید. مسجدی باطراز معماری بسیار جالب وشیبه به «عمارت مغولی» ویا «عمارت سلجوقی، ترکی» بنا می‌نهد و آن را «مسجد جامع بستک» می‌نامند. این مسجد یکی از مراکز علوم دینی و شرعی ودار العلم فقه و حدیث آن دوران بوده‌است. دانش‌آموزان علوم دینی و شرعی از راه‌های دور و نزدیک به سویش می‌شتافته‌اند.
آثار وباقی مانده این مسجد که در وسط شهر بستک واقع شده بسیار شگفت‌انگیز است. در حال حاضر شهرداری بستک در صدد آن است که این اثر تاریخی بازسازی و تعمیر نماید، و پس از تعمیر وبازسازی موزه ملی ویکی از جاذبه‌های گردشگری شهرستان بستک هرمزگان قرار دهد.

## فهرست منابع و مآخذ
- محمدیان، کوخردی، محمد،  «شهرستان بستک و بخش کوخرد» ، ج۱. چاپ اول، دبی: سال انتشار ۲۰۰۵ میلادی.
- بالود، محمد.  (فرهنگ عامه در منطقه بستک)  ناشر همسایه، چاپ زیتون، انتشار سال ۱۳۸۴ خورشیدی.
- درگاه فهرست آثار ملی ایران
- فهرست آثار فرهنگی تاریخی ثبت شده در فهرست آثار ملی شهرستان بستک[پیوند مرده]
- محمد، صدیق «تارخ فارس» صفحه‌های (۵۰ ـ ۵۱ ـ ۵۲ ـ ۵۳)، چاپ سال ۱۹۹۳ میلادی.
- الکوخردی، محمد، بن یوسف، (کُوخِرد حَاضِرَة اِسلامِیةَ عَلی ضِفافِ نَهر مِهران Kookherd, an Islamic District on the bank of Mehran River) الطبعة الثالثة، دبی: سنة ۱۹۹۷ للمیلاد.